# Elektrostatická indukce
Elektrostatická indukce je elektrický jev, při kterém se na povrchu tělesa indukuje (vytváří) elektrický náboj přiblížením jiného elektricky nabitého tělesa, proto se označuje jako indukovaný náboj. Indukovaný náboj má opačnou polaritu než náboj, který tuto indukci vyvolal. U vodičů lze indukovaný náboj z tělesa odvést, u izolantů zůstává indukovaný náboj v tělese.
Elektrostatická indukce je jeden z druhů elektrování těles.

Pokud se v blízkosti tělesa nenachází jiný elektrický náboj, jsou elektrické náboje v tělese rozloženy rovnoměrně. Těleso se jeví jako neutrální.
Pokud se v blízkosti daného tělesa nachází jiný elektrický náboj, dochází elektrostatickou indukcí k nerovnoměrnému rozložení náboje v tělese.

## Částicové vysvětlení
U látek, které obsahují volné nabité částice (vodiče), se po přiblížení elektricky nabitého tělesa přitáhnou elektrickou silou částice s opačným nábojem, než má těleso. Naopak částice se stejným nábojem jako přibližované těleso se elektrickou silou odpudí. U látek neobsahujících volné nabité částice (izolanty, dielektrika) dochází vlivem elektrického pole přibližovaného nabitého tělesa k polarizaci, tj. k natočení elektrických dipólů („protažené“ atomy nebo molekuly) tak, že kladný náboj dipólů bude směřovat k zápornému náboji přibližovaného tělesa, a naopak.
.

## Využití elektrostatické indukce
Elektrostatická indukce se využívá především v kondenzátoru, kdy elektrická pole nabitých desek vzájemně indukují elektrické náboje opačné polarity, čímž lze elektrický náboj na deskách po nějakou dobu uchovat. Dielektrikum mezi deskami umožňuje zvětšit množství indukovaného náboje.
Elektrostatická indukce je něco jiného než elektrická indukce a elektromagnetická indukce.